# Гедиминовичи
Гедими́новичи — правящая династия Великого княжества Литовского и общее название княжеских родов Литвы, Беларуси, Польши, России и Украины, восходящих к родоначальнику Гедимину.

## Происхождение
Предыстория династии Гедиминовичей из-за противоречивости средневековых письменных источников не совсем ясна. Известно, что после Довмонта, родственная связь которого с Тройденом и позднейшими Гедиминовичами небесспорна, власть в 1287 году перешла к Бутигейду, брату Пукувера Будивида. Предположительным отцом Бутигейда и Пукувера Будивида и, таким образом, родоначальником династии, некоторые историки называют Сколоменда.
Согласно «Русской Геральдике» А. Б. Лакиера у Ростислава было два сына: Мовкольд, у которого был показан в качестве сына Миндовг, и старший Давил, отец князей Вида и Герденя, показанный предком Гедиминовичей.

## Генеалогия
| |                           |  |                                       |                                       |  |                                           |                                           |  |                               | Сколоменд ?                   |  |  |                                           |                                           |  |                                                 |                                                 |  |                                                    |                                                    |  |                                                   |                                                   |
| |                           |  |                                       |                                       |  |                                           |                                           |  |                               |                               |  |  |                                           |                                           |  |                                                 |                                                 |  |                                                    |                                                    |  |                                                   |                                                   |
| |                           |  |                                       |                                       |  |                                           |                                           |  |                               |                               |  |  |                                           |                                           |  |                                                 |                                                 |  |                                                    |                                                    |  |                                                   |                                                   |
| |                           |  |                                       |                                       |  |                                           |                                           |  | Бутигейд Вел. князь литовский | Бутигейд Вел. князь литовский |  |  | Пукувер Вел. князь литовский              | Пукувер Вел. князь литовский              |  |                                                 |                                                 |  |                                                    |                                                    |  |                                                   |                                                   |
| |                           |  |                                       |                                       |  |                                           |                                           |  |                               |                               |  |  |                                           |                                           |  |                                                 |                                                 |  |                                                    |                                                    |  |                                                   |                                                   |
| |                           |  |                                       |                                       |  |                                           |                                           |  |                               |                               |  |  |                                           |                                           |  |                                                 |                                                 |  |                                                    |                                                    |  |                                                   |                                                   |
| |                           |  |                                       |                                       |  |                                           |                                           |  |                               |                               |  |  |                                           |                                           |  |                                                 |                                                 |  |                                                    |                                                    |  |                                                   |                                                   |
| |                           |  | Фёдор * Князь киевский                | Фёдор * Князь киевский                |  | Воин Князь полоцкий                       | Воин Князь полоцкий                       |  | Витень Вел. князь литовский   | Витень Вел. князь литовский   |  |  | Гедимин Вел. князь литовский              | Гедимин Вел. князь литовский              |  | Маргис ? Князь жемайтский                       | Маргис ? Князь жемайтский                       |  | NN дочь ?                                          | NN дочь ?                                          |  |                                                   |                                                   |
| |                           |  |                                       |                                       |  |                                           |                                           |  |                               |                               |  |  |                                           |                                           |  |                                                 |                                                 |  |                                                    |                                                    |  |                                                   |                                                   |
| |                           |  |                                       |                                       |  | Любка                                     | Любка                                     |  | Свалеготе                     | Свалеготе                     |  |  |                                           |                                           |  | NN сын                                          | NN сын                                          |  |                                                    |                                                    |  |                                                   |                                                   |
| |                           |  |                                       |                                       |  |                                           |                                           |  |                               |                               |  |  |                                           |                                           |  |                                                 |                                                 |  |                                                    |                                                    |  |                                                   |                                                   |
| |                           |  |                                       |                                       |  |                                           |                                           |  |                               |                               |  |  |                                           |                                           |  |                                                 |                                                 |  |                                                    |                                                    |  |                                                   |                                                   |
| |                           |  | Мария * Княгиня тверская              | Мария * Княгиня тверская              |  | Альдона В крещении Анна Королева польская | Альдона В крещении Анна Королева польская |  | Эльжбета * Княгиня плоцкая    | Эльжбета * Княгиня плоцкая    |  |  | Евфемия В крещении Мария Княгиня галицкая | Евфемия В крещении Мария Княгиня галицкая |  | Айгуста В крещении Анастасия Княгиня московская | Айгуста В крещении Анастасия Княгиня московская |  | NN дочь ? Княгиня псковская ? Княгиня козельская ? | NN дочь ? Княгиня псковская ? Княгиня козельская ? |  |                                                   |                                                   |
| |                           |  |                                       |                                       |  |                                           |                                           |  |                               |                               |  |  |                                           |                                           |  |                                                 |                                                 |  |                                                    |                                                    |  |                                                   |                                                   |
| |                           |  |                                       |                                       |  | 2 дочери                                  | 2 дочери                                  |  | 2 детей                       | 2 детей                       |  |  |                                           |                                           |  | 3 детей                                         | 3 детей                                         |  |                                                    |                                                    |  |                                                   |                                                   |
| |                           |  |                                       |                                       |  |                                           |                                           |  |                               |                               |  |  |                                           |                                           |  |                                                 |                                                 |  |                                                    |                                                    |  |                                                   |                                                   |
| |                           |  |                                       |                                       |  |                                           |                                           |  |                               |                               |  |  |                                           |                                           |  |                                                 |                                                 |  |                                                    |                                                    |  |                                                   |                                                   |
| Витовт ? Князь трокский ? | Витовт ? Князь трокский ? |  | Монтвид Князь слонимский и кернавский | Монтвид Князь слонимский и кернавский |  | Наримунт В крещении Глеб Князь пинский    | Наримунт В крещении Глеб Князь пинский    |  | Ольгерд Вел. князь литовский  | Ольгерд Вел. князь литовский  |  |  | Кейстут Вел. князь литовский              | Кейстут Вел. князь литовский              |  | Евнутий В крещении Иван Вел. князь литовский    | Евнутий В крещении Иван Вел. князь литовский    |  | Кориат В крещении Михаил Князь новогрудский        | Кориат В крещении Михаил Князь новогрудский        |  | Любарт В крещение Дмитрий Князь галицко-волынский | Любарт В крещение Дмитрий Князь галицко-волынский |
| |                           |  |                                       |                                       |  |                                           |                                           |  |                               |                               |  |  |                                           |                                           |  |                                                 |                                                 |  |                                                    |                                                    |  |                                                   |                                                   |
| 1 сын | 1 сын                     |  |                                       |                                       |  | 3, 4 или 5 сыновей                        | 3, 4 или 5 сыновей                        |  | 12 сыновей и 8 дочерей        | 12 сыновей и 8 дочерей        |  |  | 7 или 8 детей                             | 7 или 8 детей                             |  | 2 сына                                          | 2 сына                                          |  | от 4 до 10 детей                                   | от 4 до 10 детей                                   |  | 3 сына                                            | 3 сына                                            |
| * Языческое имя неизвестно, приведено имя при крещении. Основные источники: - Nikžentaitis A. Gediminas (лит.). — Vilnius: Vyriausioji enciklopedijų redakcija, 1989. — P. 7—16. - Rowell S. C. Lithuania Ascending: A Pagan Empire Within East-Central Europe, 1295–1345 (англ.). — Cambridge University Press, 1994. — P. 32—38. — (Cambridge Studies in Medieval Life and Thought: Fourth Series). — ISBN 9780521450119. |                           |  |                                       |                                       |  |                                           |                                           |  |                               |                               |  |  |                                           |                                           |  |                                                 |                                                 |  |                                                    |                                                    |  |                                                   |                                                   |

## Великокняжеская династия
После смерти брата Бутигейда великим князем литовским стал Пукувер Будивид, затем великими князьями были его сыновья Витень и Гедимин, имя которого присвоено династии. Великими князьями литовскими были
сыновья Гедимина:
- Евнутий;
- Ольгерд;
- Кейстут.

Сыновья Ольгерда:
- Ягайло;
- Свидригайло.

Сыновья Кейстута:
- Витовт;
- Сигизмунд.

Ягайло стал польским королём и положил начало польской королевской династии Ягеллонов, с конца XIV века также королевская династия Чехии и Венгрии. Благодаря личной унии (1447—1492, 1501—1572) Гедиминовичи властвовали в Великом княжестве Литовском и, как Ягеллоны, в Польше. Династические узы, которыми Гедиминовичи были связаны с Пястами и Рюриковичами, играли роль в отношениях ВКЛ с Королевством Польским и Великим княжеством Московским. Великокняжеская литовская династия пресеклась с кончиной в 1572 году не оставившего наследников Сигизмунда II Августа.

## Удельные князья
Гедиминовичами были удельные князья — сыновья Гедимина:
- Наримунт (в крещении Глеб; ум. 1348), владевший Туровом и Пинском;
- Кориат (в крещении Михаил; ум. между 1358 и 1363), владевший Новогрудком и Волокысском;
- Любарт (в крещении Дмитрий; ум. 1384), владевший Владимиром и Луцком;
- Монтвид (Монвид, Мантвидас, между 1313 и 1315—1348), владевший Карачевом (более вероятно, Кернавом) и Слонимом[1].

Потомство Кориата, Любарта и Монтвида, как и Кейстута, угасло во втором или третьем поколении.
Гедиминовичами были удельные князья — сыновья Ольгерда
- Андрей, князь псковский (1342—1399), князь полоцкий (1342—1387);
- Дмитрий, князь брянский (1370—1379)[2];
- Дмитрий-Корибут;
- Каригайло (Корыгелло);
- Лугвений;
- Скиргайло (Скиргелло);
- Фёдор;
- Владимир;
- Константин.

## Продолжения
Потомки удельных князей становились родоначальниками княжеских династий и вельможных боярских родов. Так к Гедиминовичам, как и Ягеллоны, относятся потомки внука Ольгерда и сына Владимира Ольгердовича Олелька (Александра) слуцкие князья Олельковичи. Междоусобная борьба и стремление Витовта и его наследников при централизации государства устранить удельных князей побуждала некоторых Гедиминовичей к отъезду в Великое княжество Московское, где они стали основоположниками княжеско-боярских родов Патрикеевых, Бельских, Волынских, Голицыных, Куракиных, Мстиславских, Трубецких, Хованских. Гедиминовичи, укоренившиеся в Беларуси и на Украине, дали начало магнатским родам Корецких, Вишнёвецких, Сангушек и Чарторыйских (Чарторыйские, Чарторысские).

## Список родов, произошедших от Гедимина
I. Наримунтовичи, потомки Наримунта—Глеба Гедиминовича
1. Князья Пинские — угас в конце XV века
  1. Князья Курцевичи (пол.)
    1. Князья Буремские (пол.)
2. Князья Патрикеевы
  1. Князья Булгаковы
    1. Князья Голицыны
    2. Князья Куракины

  2. Князья Щенятевы
  3. Князья Хованские
3. Князья Корецкие
  1. (?) Князья Ружинские

II. Ольгердовичи (потомки Ольгерда Гедиминовича)
1. Потомки князя Андрея Ольгердовича
  1. (?) Князья Полубенские
  2. (?) Князья Лукомские
2. Потомки Дмитрия Ольгердовича
  1. Князья Трубецкие (Трубчевские)
3. Потомки Константина Ольгердовича
  1. Князья Чарторыйские
4. Потомки Владимира Ольгердовича
  1. Олельковичи (потомки Александра (Олелько) Владимировича) —
    1. Князья Слуцкие (угас в конце XVI век)

  2. Князья Бельские
5. Потомки Дмитрия—Корибута Ольгердовича
  1. Князья Збаражские
    1. Князья Вишневецкие
    2. Князья Воронецкие
    3. Князья Несвицкие
    4. Князья Порецкие
6. Потомки Фёдора Ольгердовича
  1. Князья Гурковичи Кросничинские
  2. Князья Кобринские
  3. Князья Сангушко
7. Ягеллоны
8. Потомки Лугвения—Семёна Ольгердовича
  1. Князья Мстиславские

III. Кейстутовичи, потомки Кейстута Гедиминовича — угас во второй половине XV века
IV. Евнутовичи, потомки Евнутия—Ивана Гедиминовича
1. Князья Заславские
  1. Князья Мстиславские

V. Любартовичи, потомки Любарта—Дмитрия Гедиминовича — угас в первой половине XV века
VI. Корьятовичи, потомки Корьята—Михаила Гедиминовича
1. князья Подольские
2. Волынские

## Княжеские роды из династии Гедиминовичей
По генеалогическому старшинству:
- Голицыны
- Куракины
- Хованские
- Полубинские (из Лубна Полубинский)
- Трубецкие
- Чарторыйские
- Сангушки
- Корибут-Воронецкие
- Кориятовичи-Курцевичи